# Peretaïta
La peretaïta és un mineral de la classe dels sulfats. S'anomena així per la seva localitat tipus, la mina Pereta, a Itàlia.

## Classificació
Segons la classificació de Nickel-Strunz, la peretaïta pertany a «07.DF - Sulfats (selenats, etc.) amb anions addicionals, amb H₂O, amb cations de mida mitjana i grans» juntament amb els següents minerals: uklonskovita, caïnita, natrocalcita, metasideronatrita, sideronatrita, despujolsita, fleischerita, schaurteïta, mallestigita, slavikita, metavoltina, lannonita, vlodavetsita, gordaïta, clairita, arzrunita, elyita, yecoraïta, riomarinaïta, dukeïta i xocolatlita.

## Característiques
La peretaïta és un sulfat de fórmula química Ca(SbO)₄(SO₄)₂(OH)₂·2H₂O. Cristal·litza en el sistema monoclínic. La seva duresa a l'escala de Mohs és 3,5 a 4.

## Formació i jaciments
S'ha descrit com a mineral secundari en porositat tipus vuggy i en vetes riques en antimoni en calcàries silicificades. S'ha descrit a Itàlia, Grècia, Eslovàquia i Luxemburg.